# ТЕС Айка (газотурбінна)
47°5′40″ пн. ш. 17°33′22″ сх. д. / 47.09444° пн. ш. 17.55611° сх. д.
ТЕС Айка (газотурбінна) — теплова електростанція в Угорщині у медьє Веспрем (захід країни).
У 2011 році для покриття пікових навантажень у енергосистемі спорудили газотурбінну електростанцію в місті Айка. Тут ввели в експлуатацію дві встановлені на роботу у відкритому циклі газові турбіни виробництва Rolls-Royce потужністю по 58 МВт.
Як паливо турбіни можуть використовувати природний газ (подається до Айки по трубопроводу Адоні – Nagylengyel) та дизельне пальне.
Проект реалізувала державна електроенергетична компанія MVM.